# 2112 (album)
A 2112 a kanadai Rush rockegyüttes negyedik nagylemeze, amely 1976-ban jelent meg a Mercury Records kiadásában. Ez volt az első Rush-album, amely aranylemez minősítést kapott, és több millió példányban kelt el, multi-platinalemez lett. A zenekar egyik klasszikus alkotása. A 2112 szerepel az 1001 lemez, amit hallanod kell, mielőtt meghalsz című könyvben.

## Történet
Az előző album, a Caress of Steel sikertelensége után a Mercury kiadó figyelmeztette a zenekart, hogy ne írjanak több epikus, hosszú dalt, mint amilyen például a The Fountain of Lamneth volt. Ennek ellenére a trió ragaszkodott saját elképzeléseihez, és így a lemez címadó dala egy 20 perc feletti, héttételes mű lett, amely egy 2112-ben játszódó antiutópisztikus történetet mesél el. Az eredeti bakelitkiadás teljes első oldalát kitette a címadó szerzemény, míg a második oldalon öt különálló szám szerepelt. Ezért, bár sokan koncepcióalbumnak tartják a lemezt, igazából nem az. Nem összefüggő történet az egész.
Az albumot ismét Terry Brown hangmérnök-producer segítségével rögzítették. A lemezborítót készítő Hugh Syme a Tears című dalban mellotronon is játszik. Az albumról három kislemezt adtak ki: a The Twilight Zone után a 2112 két tételét együtt, majd a keleties hangulatú A Passage to Bangkok című dalukat.
Az album a 61. helyig jutott a poplemezek Billboard-listáján. 1977 novemberében kapta meg az aranylemez minősítést, 1981 februárjában pedig platinalemez lett. 1995-ben hárommillió eladott példány után lett háromszoros platina az Egyesült Államokban. Az album 1976-os lemezbemutató turnéjának torontói állomásain, június 11. és 13. között, adott három koncertjük felvételeiből állították össze az 1976 szeptemberében megjelent első Rush-koncertlemez, az All the World’s a Stage anyagát.
CD-n először 1987-ben jelent meg a 2112 lemez, majd 1993-ban a Mobile Fidelity Sound Labs aranyozott CD-n adta ki limitált példányszámban az album remasterelt változatát. 1997-ben a Rush Remasters sorozatban adták ki újra digitálisan feljavított hangzással.

## Az album dalai
A dalok szövegét Neil Peart írta.
|    | Cím                                                                                                  | Szerző(k)                                                 | Hossz                                    |
| -- | --- | --------------------------------------------------------- | ---------------------------------------- |
| 1. | 2112: Overture The Temples of Syrinx Discovery Presentation Oracle: The Dream Soliloquy Grand Finale | Geddy Lee, Alex Lifeson Lee, Lifeson Lifeson Lee, Lifeson | 20:33 4:33 2:12 3:29 3:42 2:00 2:21 2:14 |
| 2. | A Passage to Bangkok                                                                                 | Lee, Lifeson                                              | 3:34                                     |
| 3. | The Twilight Zone                                                                                    | Lee, Lifeson                                              | 3:17                                     |
| 4. | Lessons                                                                                              | Lifeson                                                   | 3:51                                     |
| 5. | Tears                                                                                                | Lee                                                       | 3:33                                     |
| 6. | Something for Nothing                                                                                | Lee                                                       | 3:58                                     |

## Közreműködők
- Geddy Lee – ének, basszusgitár
- Alex Lifeson – gitár
- Neil Peart – ütőhangszerek
- Hugh Syme – mellotron a Tears című dalban

### Produkció
- Rush, Terry Brown – hangszerelés, producer
- Terry Brown – hangmérnök, felvétel, keverés
- Brian Lee, Bob Ludwig – keverés